# Mohamed Bourouissa
Mohamed Bourouissa (* 1978 in Blida, Algerien) ist ein algerisch-französischer Fotograf und Künstler.

## Leben und Wirken
Im Alter von 5 Jahren zog er mit seiner Familie von Algerien nach Frankreich, wo er in Courbevoie, einem Vorort von Paris, aufwuchs.
Bourouissa nutzt für seine Arbeiten unterschiedliche Medien wie Fotografie, Video, Malerei und Skulptur. In seinen Projekten widmet er sich vor allem der Darstellung marginalisierter Gesellschaftsgruppen und benachteiligter Menschen sowie der Untersuchung sozioökonomischer Prozesse und unsichtbarer Spannungen zwischen verschiedenen sozialen Milieus und den damit einhergehenden kulturellen Spaltungen.
Bourouissa lebt in Paris.

## Ausstellungen (Auswahl)
- 2018 Urban Riders, Musée d’art moderne de la Ville de Paris, Paris[5]
- 2019 Free Trade, in a Monoprix supermarket, Rencontres d'Arles, Arles mit Arbeiten aus Peripherique, Shoplifters und Nous Sommes Halles.[3][6][7]
- 2019/2020 The Photographers' Gallery, London, im Rahmen des Deutsche Börse Photography Foundation Prize[8][9]

## Publikationen
- Mohamed Bourouissa. Ausstellungskatalog der Kamel Mennour Galerie, Paris 2017. ISBN 978-2914171632 (Englisch und Französisch).

## Auszeichnungen
- 2012 Shortlist beim Prix Pictet, für Périphérique[10][11]
- 2018 Finalist beim Prix Marcel Duchamp[12]
- 2020 Deutsche Börse Photography Foundation Prize für seine Ausstellung Free Trade beim Rencontres d'Arles.[13]

## Sammlungen
Arbeiten von Bourouissa befinden sich in der Sammlung des Maison Européenne de la Photographie, dem Zentrum für zeitgenössische Fotografie in Paris.